# Unionistas de Salamanca Club de Fútbol
Ne doit pas être confondu avec le Salamanca CF UDS, un autre club de football basé à Salamanque, ou l'UD Salamanque, un ancien club de football dissous en 2013.
Maillots
Actualités
Unionistas de Salamanca Club de Fútbol est un club de football espagnol basé à Salamanque (Castille-et-León). Il est fondé le 26 août 2013 par les membres de la Plataforma de Aficionados Unionistas (PAU) à la suite de la disparition de l'UD Salamanque. Unionistas a pris l’engagement de faire vivre la mémoire de l’UDS “sans se faire passer pour elle, ni comme son héritier ou son représentant”.

## Histoire
À la suite de la disparition de l'UD Salamanque en 2013, un groupe de supporters forme une plateforme dans le but de fonder un nouveau club. Le club est fondé sous des préceptes démocratiques et il est géré par ses propres supporters avec la maxime « un abonné, un vote » en suivant l'exemple de clubs tels que le Football Club United of Manchester ou l'Association Football Club Wimbledon, et s'inscrit dans la mouvance du football populaire avec d'autres clubs comme Xerez Deportivo Fútbol Club, Club de Accionariado Popular Ciudad de Murcia, Unión Club Ceares ou la Sociedad Deportiva Logroñés.
Le club parvient à monter en Segunda División B en 2018.
En janvier 2020, le club affronte le Real Madrid en 1/16 de finale de la Coupe du Roi.
A l'issue d'une saison 2020/21 historique, le club accède à la nouvelle Primera RFEF.